# Forgó Sándor
Forgó Sándor (Gyöngyös, 1952. június 11. – 2019. május 29.) médiainformatikus, címzetes egyetemi tanár, az egri Eszterházy Károly Főiskola távoktatási–továbbképzési igazgatója 2002–2010 között. A Médiainformatika Intézet Oktatás- és Kommunikációtechnológia Tanszék oktatója, 2009-től megbízott tanszékvezetője.

## Életpályája
Tanári tevékenységét nevelő- és középiskolai tanárként kezdte szülővárosában, Gyöngyösön a Vak Bottyán János Szakközépiskolában 1976-ban, majd a felsőoktatásban az egri főiskolán folytatta. Az Eszterházy Károly Főiskolán, később egyetemen 1979 óta végzett oktató- és kutató tevékenységet, 1986-tól adjunktusi, 1990-től docensi, 1998-tól pedig főiskolai tanári beosztásban. Üzemmérnöki, műszaki tanári (BDGMF) és  pedagógiai (nevelésszociológia) végzettséggel rendelkezett (ELTE Természettudományi Kar). Az egyetemi doktori címet 1984-ben pedagógiai (didaktika- és neveléselmélet) szakterületen, majd PhD- fokozatot az ELTE Bölcsészettudományi Karán 1997-ben szerezte meg. A habilitált doktori címet 2009-ben nyerte el az ELTE Pedagógiai és Pszichológiai Karán. Az Eszterházy Károly Főiskola távoktatási–továbbképzési igazgatója 2002–2010 között, valamint a Médiainformatika Intézet Oktatás- és Kommunikációtechnológia Tanszékének tanszékvezetője volt 2009-től. Az intézmény Információs Társadalom Oktató- és Kutatócsoport (ITOK) kutatójaként és az eLearning Módszertani Kutatócsoport vezetőjeként több tananyagfejlesztés és kutatás meghatározó résztvevője volt. Széles körű oktató-nevelő munkája – az oktatási, kutatási feladatok mellett – kiegészült az Oktatástechnológiai Tudományos diákkör irányításával. Neveléstudományi szakterületen több társegyetemen doktori témavezető (BME, multidiszciplináris doktori iskola), ELTE (Pedagógiai Pszichológiai és Informatikai Karok) doktoranduszok konzulense, Danyi Gyula PhD. témavezetője volt, haláláig az Eszterházy Károly Egyetem Neveléstudományi Doktori Iskola törzstagjaként tevékenykedett.
Az Egyesült Államokban az AECT International Contributions Díjat kapott, amelyet az Amerikai Oktatás- és kommunikációtechnológiai Társaság ítélt meg számára a nemzetközi kapcsolatok és az infokommunikációs műveltség elterjesztéséért kifejtett érdemeiért. Eddigi oktatói pályafutása során oktatott fő tárgyai: oktatás- és kommunikációtechnológia, kommunikációelmélet, médiatechnológia, médiaismeret, kommunikációs és információs technológiák, Elektronikus (hálózati) közösségi médiumok és tananyagok.

## Tudományos pályája
Több évtizedes kutatási tevékenységgel rendelkezett. Kezdetben – az 1980-as években – pályaszocializációs vizsgálatokkal, kommunikációelmélettel és kommunikációs készségek fejlesztésével foglalkozott. 1993-ban tevékenysége a távoktatással bővült. Később fontos szerepet játszott a médiainformatika diszciplína alapjainak, valamint a médiakompetencia fogalomkörének kidolgozásában is. Az MTA felolvasóülésén tartott előadásának címe Multimédia oktatóprogramok minőségének szerepe a médiakompetencia kialakításában. Az ezredfordulón a multimédiás tananyagok, majd az e-learning tananyagok minőségbiztosítási kérdéseit vizsgálta, 2007-től pedig a korszerű oktatási módszerek és az I(K)T-technológiák alkalmazásának lehetőségeit, 2008-tól a közösségi médiarendszer (SM) és az újmédia környezet tanítási-tanulási folyamatra gyakorolt hatását kutatta. A kutatás címe: A közösségi és az újmédia környezeti modell kutatása az információ-közvetítők IKT- tudásának fejlesztéséhez. További kutatási területei: Az új médiarendszerek és a hálózatalapú tanulás pedagógiai, didaktikai kérdései. A szemléltetés szerepe az oktatásban. Elektronikus tananyagok és szolgáltatások minőségbiztosítása.

## Tudományos és szakmai tagságban vállalt tisztségei
Az Országos Doktori Tanács (ODT) tagja, az Magyar Tudományos Akadémia Pedagógiai Bizottság Informatikai albizottságának elnöke volt. 2006–2010 között a Magyar Akkreditációs Bizottság (MAB) és az Apertus Közalapítvány távoktatási e-learning szakértője. Az MTA Miskolci Területi Bizottságának, a Nyelv- és Irodalomtudományi Szakbizottságnak, a Kommunikációs Munkabizottságnak, valamint a Magyar Virtuális Egyetemi Hálózat (MVEH) alapító tagja. Az NSZFI e-Távoktatás Fejlesztési, az OM Felnőttképzési és az „Informatika az oktatásban” Albizottságának tagja. Felsőoktatási kutatómunkája mellett a MeLLearn Felsőoktatási Hálózat az életen át tartó tanulásért Egyesületében a Távoktatási tananyag és keretrendszer minőségbiztosítási csoport vezetője volt. Az eFestival – az online és a multimédia szakma – e-learning szekciójának zsűritagja. Nemzetközi szinten rendszeres részt vett az ICEM, Nemzetközi Taneszköz Tanács és az AECT (Association for Educational Communications and Technology, Amerikai Oktatás- és kommunikációtechnológiai Társaság) társaság munkájában. Az Oktatás-Informatika szakmai folyóirat (ELTE) szerkesztőbizottsági szakértői tag 2011-. A 13. Országos Neveléstudományi Konferencia, Eger (2013) – társelnöke.

## Publikációk
Publikációk, szakmai tevékenység (doktori.hu) (mtmt.hu) 2017: 
Több önálló könyv és jegyzet szerzője. Az összes tudományos és felsőoktatási közleményének száma: 186, monográfiák és szakkönyvek száma: 12, külföldön megjelent, figyelembe vehető tudományos közleményei: 14, hazai kiadású, figyelembe vehető idegen nyelvű közleményei: 8. Meghívott egyéni előadóként több mint száz hazai (országos) és nemzetközi konferencián tartott előadást. Közel kétszáz lektorálás, szakértői vélemény szerzője (PAT, Apertus, Leonardo, TISZK Hefop, Támop).

### Jelentősebb szakmai aktivitása a 2010-es években
1. Forgó Sándor: Új médiakörnyezet, újmédia-kompetenciák, In: Forgó Sándor (szerk.) Az információközvetítő szakmák újmédia-kompetenciái, az újmédia lehetőségei. Lí-ceum Kiadó, Eger, 2017. 9–24.
2. Forgó Sándor: Bevezetés a közösségi média az oktatásban - elektronikus médiumok tananyag modulhoz. In: Forgó Sándor (szerk.) A közösségi média az oktatásban: Elektronikus médiumok és tananyagok. Eszterházy Károly Főiskola Médiainformati-kai Intézet, Eger, 2016. 15–25.
3. Forgó Sándor (társszerző): The ICT foundations of the pedagogical profession, Líce-um Kiadó, Eger, 259 (Publications in Media Informatics)
4. Forgó Sándor: Az újmédia-környezet hatása az oktatásra és a tanulásra, Könyv és Nevelés. Az oktatáskutató és fejlesztő intézet folyóirata 16: (1) 76–85. Évszám hiányzik!!!
5. Forgó Sándor: New Media, New Media literacy, new methods in education, In: Szerk.: Daniel TH Tan, Szerk.: Linda ML Fang 2013 IEEE 63rd Annual Conference International Council for Educational Media (ICEM). Singapore: Nanyang Technological University, 2013. 104–112.

## Konferenciákon való részvétel
Az Országos Neveléstudományi Konferencia, Agria Média Információtechnikai és Oktatástechnológiai konferencia, és több IKT konferencia (Hungarodidact, Informatika a felsőoktatásban, Networkshop, Multimédia a felsőoktatásban,) rendszeres résztvevője, valamint az ICEM, Nemzetközi Taneszköz-elméleti Konferencia és az AgriaMédia 2006 program kidolgozásának résztvevője volt.
Több konferencián tevékenykedett szekcióelnökként (ONK Számítógép és oktatás szekció elnöke, eLearning Fórum), az Agria Média 2006 IKT-konferencia rendezvény egyik társszervezője, a Romániai Magyar Pedagógusok Szövetsége (RMPSZ) által szervezett Bolyai Nyári Akadémia Médiainformatika médiainformatikai továbbképzéseinek vezetője, az Oktatás-Informatikai Konferencia rendszeres résztvevője és előadója volt.

## Projektvezetés
- Digitális átállás az oktatásban. TÁMOP-4.2.2.D- 15/1/KONV-2015- 0027. A „Közösségi média, és újmédia környezeti modell az információ-közvetítők IKT tudásának fejlesztéséhez” c. alprogram vezetése.
- „KEZEK” -Észak-Magyarország felsőoktatási intézményeinek együttműködése. TÁMOP-4.1.1.C-12/1/KONV-2012-0001. 2013–2015.
- Korszerű információtechnológiai szakok magyarországi adaptációjaTÁMOP-4.1.2.A/1-11/1-2011-0021 2011– 2014. A Malajziai Open University két szakjának 54 tantárgyához elektronikus tananyagok szakmai módszertani vezetése; a Pedagógiai Rendszertervező MA, és az Információtechnológia MA szakokhoz.
- Felsőoktatási szolgáltatások rendszerszintű fejlesztése. Budapest, OH TÁMOP 4.1.3. 2013. szakértői részvétel az Oktatási Hivatal pályázatában az informatika terület kimenet alapú KKK követelményeinek kidolgozásában.
- IKT a tudás és tanulás világában – humán teljesítménytechnológiai (Human
- Performance Technology - (HPT) kutatások és képzésfejlesztés. TÁMOP-4.2.2.C-11/1/KONV-2012-0008. 2012 – 2015. Megvalósító kutató, szerző, szerkesztő. A 2.2 részmodul vezetése: Az információközvetítő szakmák újmédia-kompetenciái, az újmédia lehetőségei.
- Elektronikus tananyag (30 perces videórészleteinek Medium and Message URL) előkészítése. 2015. Disszemináció az MTA PTB Informatikai Albizottságában (2014. okt.)
- TAMOP-4.1.2-08/1/A-2009-0005 Kurzusmegosztás elvén (OCW) alapuló informatikai curriculum és SCROM kompatibilis tananyagfejlesztés Informatikus könyvtáros BA, MA lineáris képzésszerkezetben (szakmai vezető)
- TÁMOP – 4.1.2-08/1/B Észak-magyarországi Regionális Pedagógiai Kutató- és Szolgáltató Központ (ÉRPEK) létrehozása és működtetése. Pedagógiai tudásmegosztó fórum (ePedNet) és vevőszolgálat kialakítása. (részprojekt vezető)
- a Nemzeti Kutatási és Technológiai Hivatal által meghirdetett Innovatív Oktatástámogató Rendszerek (IOR 2004) a "Kutatási tér" című pályázatban és az egyetemi szintű Kommunikációelmélet című kurzus tananyagfejlesztése a SAP-CooSpace rendszerrel,
- Az ANDRANORD felnőttképzési bázisközpont és hálózat kialakítása az észak-magyarországi régióban
- Interaktív tábla módszertani oktató-DVD szerkesztői, rendezői munkálatai az Apertus Kht támogatásával és a Coedu részvételével
- A megújult szakképzés megismertetése a felsőoktatás tanárképzésében és a tanártovábbképzésben. című APERTUS Közalapítvány által meghirdetett e-learning tananyagfejlesztés pályázat tananyagírója és intézményi projektkoordinátora

## Díjak, elismerések
- MAB Miskolci Akadémiai Bizottság: Kitüntető Tudományos Díj (2016)
- Hutter Ottó-díj (2011)
- Kiss Árpád-díj (2010)
- Az AECT International Contributions Díj az Oktatás- és kommunikációtechnológiai Társaságtól – a nemzetközi kapcsolatok és az infokommunikációs műveltség elterjesztéséért kifejtett tevékenységért – a Nemzetközi Taneszköz Tanács (ICEM) ajánlásával, (2006)
- HUNDIDAC-díj (társszerzőkkel) Médiainformatika jegyzet és Multimédia Kiadvány, Budapest Taneszköz-kiállítás (2001)
- „Pro scientia témavezető mester”, jubileumi Emlékplakett a diáktudományos tevékenységet támogató eredményes munkáért (1993)